# 錢吉諾拉
錢吉諾拉（西班牙語：Changuinola），是巴拿馬的城鎮，位於該國西北部，由博卡斯德爾托羅省的錢吉諾拉區負責管轄，面積96.7平方公里，2010年人口31,223，人口密度每平方公里322.9人。